# Perscheloribates reiteratus
Perscheloribates reiteratus är en kvalsterart som beskrevs av Subías 2004. Perscheloribates reiteratus ingår i släktet Perscheloribates och familjen Scheloribatidae. Inga underarter finns listade i Catalogue of Life.